# Rudolf Goclenius le Jeune
Rudolph Goclenius le Jeune (de son vrai nom Rudolph Göckel ; né le 22 août 1572 à Wittemberg, mort le 3 mars 1621 à Marbourg) est un médecin calviniste allemand, et professeur de physique, de médecine et de mathématiques à l'université de Marbourg.

## Biographie
Il était le fils ainé de Rudolph Goclenius, qui était lui aussi professeur de rhétorique, de logique et d'éthique à Marbourg.
En tant que médecin, il travailla à chercher des remèdes contre la peste. Il devint célèbre avec un remède miraculeux fondé sur l’onguent armaire. En s’appuyant sur les concepts hermétiques de Paracelse, il publia en 1608 la proposition d'un remède « magnétique » pour soigner les plaies : l'application du baume sur l'arme elle-même devait guérir à distance les blessures qu’elle avait infligées.
Ce concept de sympathie ou d'analogies et correspondances fut introduit en Angleterre par l'alchimiste Robert Fludd et Sir Kenelm Digby en fut un partisan célèbre. Dans la brochure Curious Enquiries (1687) la synchronisation des effets de la poudre de sympathie (qui avait eu apparemment sur le patient un effet notable lors de son application) fut aussi suggérée comme un moyen de résoudre le problème de la longitude.
Dépassant les préoccupations théologiques des pères du calvinisme, Goclenius fonda pour ses coreligionnaires une théorie ramiste de la Connaissance (Isagogè, 1598), afin qu'ils soient à même de débattre efficacement contre les autres courants chrétiens.
Il est l'éponyme du cratère lunaire Goclenius. Déjà en 1651, les jésuites Riccioli Riccioli/Grimaldi le tenaient en honneur en raison de son livre Urania sur l'astrologie et l'astronomie.

## Publications
- R. Goclenius, Rodolphi Goclenii Iun. D. Aulæ Isenburgic. Medici Ordinar. Uranoscopia, Chiroscopia & Metaposcopia, Hoc est, Coeli Seu Sphaerae Coelestis Syderumque Eius, Linearumque Manus Ac Frontis Contemplatio nova, eruditæ & rationalis experientiæ testimoniis demonstrata: qua probatur, divinationem ex astris, lineisq[ue] manuum & frontis nec impiam esse, nec superstitiosam, & propterea omnibus rerum Physicarum abditarumq[ue] studiosis concessam Lichæ: Kezelius, 1603
- R. Goclenius, De Pestis, fabrisque pestilentis causis, subiecto, differentiis et signis cum consilio prophylactico & curatorio, gravissimarumque quæstionum declaratione, tractatus perspicuus & methodicus,...In multorum communem utilitatem conscriptus a Rodolpho Goclenio [Goclenius], Marpurgi Cattorum 1607:  Hutwelcker
- R. Goclenius, De vita proroganda : h.e. animi corporisque vigore conservando, salubriterque producendo tractatus; Mayence 1608
- R. Goclenius, Rod[olphi] Goc[lenii] M.D. Uranoscopiæ, Chiroscopiæ, Metoposcopiæ, Et Ophtalmoscopiæ, Contemplatio: Qua probatur, divinationem ex astris, lineisq[ue] manuu[m], fro[n]te, facie & oculis nec impiam esse nec superstitiosam / Cui acceßit totius Physiognomie solida ex causis & effectis demonstratio, Editio Nova. Francofurti : Schönwett[er], 1608
- R. Goclenius, Tractatus de magnetica vulnerum curatione, Marburg 1608, Francfort 1613
- R. Goclenius, Urania cum geminis filiabus: hoc est Astronomia, et astrologia speciali: nunc primo in lucem emigrans Rodolpho Goclenio, medic. Doctore et Professore in Acad. Marpurgensi; Francofurti : Musculus, 1615
- R. Goclenius, Wiederaufbau zur Verteidigung des Traktats über magnetische Wundheilung: gegen die glücklose Anatomie des Johannes Roberti SJ, Marbourg 1617. Pamphlet contre Jean Roberti.
- R. Goclenius, Rod. Goclenii, Med. D. Et Mathem. Professoris ordin. in Acad. Marpurgensi, Acroteleution Astrologicum: Triplex hominum genus circa divinationem ex astris in scenam producens, falsamq[ue] Astrologiam a vera, rationibus, exemplis & experimentis distinguens, contra novas criminationes. Annexus quoq[ue] est tractatus integer correctior quam fuit ante Cypriani Leovitii, Mathematici Excellentiß. de coniunctionibus magnis, eclipsibus solaribus & Cometis, cum eorundem effectuum historica expositione.... Marpurgi : Egenolphus, 1618